# Roberto Romano
Roberto Romano (Montréal, 26 ottobre 1962) è un ex hockeista su ghiaccio canadese naturalizzato italiano, di ruolo portiere.

## Carriera
Dopo la trafila nei campionati giovanili del Canada, Roberto Romano fece il suo esordio tra i professionisti nella stagione 1982-83, dividendosi tra la squadra NHL dei Pittsburgh Penguins (3 incontri) e il farm team dei Baltimore Skipjacks. Romano non fu scelto nel Draft NHL, ma venne acquistato come free agent. Rimase sotto contratto con la squadra di Pittsburgh per cinque stagioni (123 presenze, cui si aggiungono quelle con i farm team), fino al 1986-1987, quando passò ai Boston Bruins, con cui però giocò un solo incontro, subendo peraltro 6 reti.
Dopo una stagione ai margini in AHL, Romano si trasferì in Italia (paese in cui l'hockey in quel periodo fu in grande crescita) nella stagione 1987-1988, all'HC Merano.
Nel stagione 1989-1990 si trasferì all'Hockey Club Bolzano e con i biancorossi vinse lo scudetto.
Dopo una sola stagione Romano lasciò l'Alto Adige per accasarsi a Milano, sponda Devils dove giocò per tre stagioni, vincendo due scudetti (1992 e 1993) e un'Alpenliga (1992). In quegli anni raggiunse anche la maglia azzurra.
Alla fine della stagione 1992-93, si trasferì nuovamente negli Stati Uniti, ancora a Pittsburgh: fu una stagione amara, con due sole presenze in NHL e 11 in IHL ai Cleveland Lumberjacks. A fine stagione, Romano si ritirò dal ghiaccio giocato.

## Palmarès

### Club
- Campionato italiano: 3

Bolzano: 1989-1990
Devils Milano: 1991-1992, 1992-1993
- Alpenliga: 1

Devils Milano: 1991-1992

### Individuale
- QMJHL First All-Star Team: 1

1981-1982